# Konkurs
Treść tego artykułu należy opracować w taki sposób, aby nie uwypuklała nadmiernie polskiej specyfiki / aby nie zawężała się tylko do polskich warunków
Dokładniejsze informacje o tym, co należy poprawić, być może znajdują się w dyskusji tego artykułu.
 Po wyeliminowaniu niedoskonałości należy usunąć szablon {{Dopracować}} z tego artykułu.
Konkurs – rodzaj przyrzeczenia publicznego, w którym oznaczony został termin ubiegania się o nagrodę za najlepszą czynność lub najlepszy rezultat (dzieło), spełniające warunki określone w przyrzeczeniu nagrody w rozumieniu art. 919-921 Kodeksu cywilnego.
W powszechnym rozumieniu konkurs to procedura oparta na mechanizmie rywalizacji o nagrodę, mająca na celu osiągnięcie najwyższego poziomu umiejętności lub jakości i dokonanie wyboru najlepszego rezultatu lub czynności oraz nagrodzenia ich wykonawcy przyrzeczoną nagrodą. Instrument konkursu i jego zasady reguluje Kodeks cywilny w tytule XXXVI „Przyrzeczenie publiczne”, art. 919-921 Kodeksu cywilnego, a warunki konkursu, czyli warunki ubiegania się o przyrzeczoną nagrodę, określa przyrzekający nagrodę, który może być organizatorem konkursu lub może powierzyć organizację konkursu stronie trzeciej. Niektóre szczególne rodzaje konkursów mogą być także regulowane przez prawo, albo regulacje wewnętrzne organizacji, które zajmują się organizowaniem konkursów danego rodzaju (np. zawody sportowe, turnieje, konkursy piękności, konkursy fotograficzne itp.).

## Zakres, przebieg i rezultaty konkursu
Konkurs może dotyczyć czynności, umiejętności lub bezpośrednio cech ludzi (osiągnięć, wiedzy itp.; kryteria bycia: naj-, np. najlepszym, najciekawszym, najbardziej popularnym itp.) albo idei, rozwiązań lub rzeczy materialnych będących rezultatem działalności człowieka. Uczestników konkursu nie może nominować jego organizator, wskazany przez niego zespół osób lub instytucja, albo ogół jakiejś zbiorowości (społeczność), ponieważ konkurs jako przyrzeczenie publiczne musi być skierowany do publiczności, czyli do osób nieoznaczonych imiennie.
Konkurs może być przeprowadzany w jednym lub kilku etapach, może być też cykliczny i powtarzalny (kolejne edycje). W niektórych konkursach wieloetapowych (np. zawody) ostatni etap nazywany jest finałem, przedostatni – półfinałem, trzeci od końca – ćwierćfinałem. Uczestnik konkursu zakwalifikowany do ostatniego etapu to finalista.
Wybór najlepszego rezultatu (dzieła, pracy) lub czynności, jest głównym zobowiązaniem przyrzekającego nagrodę i może go dokonać sam przyrzekający, jako organizator konkursu lub upoważniona przez niego osoba, bądź grupa osób (sąd konkursowy, jury) albo większa zbiorowość lub publiczność. Wybór musi być dokonywany według zasad ogłoszonych publicznie w przyrzeczeniu nagrody i może być dokonywany w trybie tajnego bądź jawnego głosowania ustnego, pisemnego, listownego, telefonicznego, mailowego lub poprzez formularz internetowy itp.
Nagrody przyrzeczone w konkursie zawsze muszą być przyznane zgodnie z przyrzeczeniem (przyrzeczenie publiczne nieodwołalne). Nagrody mogą mieć charakter materialny (np. finansowy lub rzeczowy), lub niematerialny (np. dyplom, odznaczenie itp.). Nagroda za najlepszą pracę lub czynność zawsze musi być przyznana jednemu z uczestników konkursu, określanemu jako zwycięzca konkursu albo laureat I-nagrody. Wynika to wprost z treści przyrzeczenia nagrody za najlepszą pracę, tożsamego z zobowiązaniem przyrzekającego nagrodę do wyboru i nagrodzenia pracy lub czynności najlepszej. Przyznanie w konkursie równorzędnej nagrody za najlepszą pracę lub czynność dwóm, lub większej liczbie laureatów, nie jest dopuszczalne pod względem prawnym, ponieważ oznaczałoby uchylenie się organizatora od obowiązku wyboru i nagrodzenia najlepszej pracy lub czynności i niedotrzymanie przyrzeczenia. Pozostałe przyrzeczone nagrody mogę być przyznane kilku uczestnikom równorzędnie, bądź w określonej kolejności ustalając ich miejsca (pierwsze, drugie itd.). Każdy nagrodzony to laureat konkursu. Jeżeli kilku uczestnikom konkursu przyznano nagrody równorzędne (to samo miejsce), dookreśla się to wyrażeniem ex aequo.

## Nierozstrzygalność i unieważnienie konkursu
Konkurs nie dochodzi do skutku, jeżeli w oznaczonym terminie nie zostaną zgłoszone co najmniej dwa rezultaty lub czynności spełniające warunki konkursu, gdyż wówczas zobowiązanie organizatora konkursu do wyboru najlepszego rezultatu lub czynności staje się logicznie niemożliwe i wtedy pozostaje bezskuteczne.
Konkurs jako nieodwołalne zobowiązanie organizatora do nagrodzenia najlepszego rezultatu (dzieła) lub czynności nie może być unieważniony, jak tylko w przypadku naruszenia prawa, rażących nieprawidłowości bądź nieuczciwości po stronie organizatora, i w takich przypadkach zawsze na ryzyko i odpowiedzialność organizatora konkursu pod rygorem zwrotu kosztów poniesionych przez uczestników unieważnionego konkursu.

## Niektóre szczególne rodzaje konkursów
- zawody sportowe
- mecz
- igrzyska olimpijskie
- konkurs architektoniczny
- turniej
- teleturniej